# Pravilo svetega Benedikta
Pravilo svetega Benedikta (latinsko Regula Sancti Benedicti) je knjiga pravil sv. Benedikta Nursijskega (ok. 480–550), napisana v latinščini okoli leta 530 za menihe, ki živijo v skupnosti pod oblastjo opata.
Duh pravil svetega Benedikta je povzet v geslu benediktinske konfederacije: pax (mir) in ora et labora (moli in delaj). V primerjavi z drugimi zapovedmi pravila zagotavljajo zmerno pot med individualno versko vnemo in formuliranim institucionalizmom. Pravila so bile zaradi tega zelo priljubljena. Benedikt je v pravilih zapisal svoje poglede na potrebe menihov v skupnosti. Njihov namen je bil vzpostaviti pravi red, spodbujati razumevanje narave odnosov med ljudmi in zagotoviti duhovnega očeta, ki bo podpiral in krepil posameznikova asketska prizadevanja in duhovno rast, potrebno za izpolnitev človeškega poklica. 
Pravilo svetega Benedikta benediktinci uporabljajo že 15 stoletij, zato sv. Benedikt včasih velja za ustanovitelja zahodnega meništva. Pravila so imela reformatorski vpliv tudi na takratno katoliško hierarhijo.
Nobenih dokazov ni, da je Benedikt nameraval ustanoviti verski red v sodobnem smislu. Red svetega Benedikta je bil prvič omenjen šele v poznem srednjem veku.

## Vsebina
Pravilo se začne s spodbudnim predgovorom, ki se naslanja na Admonitio ad filium spiritualem (Opomin duhovnemu sinu), spisu neznanega avtorja, napisanem okoli leta 500. Benedikt v tem delu navaja glavna načela redovnega življenja:  odpoved lastni volji in oborožitev "z močnim in plemenitim orožjem pokorščine" pod zastavo "pravega kralja, Kristusa Gospoda". Predlaga ustanovitev "šole za božjo službo", v kateri se bo poučevala "pot do odrešenja", tako da bodo lahko njegovi učenci z vztrajanjem v samostanu do smrti "s potrpežljivostjo delili Kristusovo trpljenje, da bi [si] zaslužili delež v njegovem kraljestvu".
- 1. poglavje definira štiri vrste menihov: 
  - Cenobite v samostanih, v katerih služijo po pravilih in pod opatom.
  - Anhorite ali puščavnike, ki po dolgem uspešnem šolanju v samostanu zdaj Bogu z Božjo pomočjo služijo sami.
  - Sarabaite, ki živijo po dva in trije skupaj ali celo sami, brez samostanskih izkušenj in nadrejenega.[4]
  - Potujoče menihe, ki tavajo od enega samostana do drugega in so sužnji lastne volje in apetitov.[4]
- 2. poglavje opisuje potrebne kvalifikacije opata, opatu prepoveduje razlikovanje med osebami v samostanu, razen glede posebnih zaslug, in ga opozarja, da je odgovoren za odrešitev duš, za katere skrbi.[4]
- 3. poglavje zapoveduje klicanje bratov na posvet pri vseh zadevah, ki so pomembne za skupnost.[4]
- 4. poglavje navaja 73 "orodij za dobro delo in duhovnost, ki je ograja samostana in stabilnosti skupnosti". Vse to so v bistvu dolžnosti vsakega kristjana in so večinoma zapisane v Svetem pismu, bodisi dobesedno bodisi duhovno.[4]
- 5. poglavje predpisuje takojšnjo, nepopustljivo in absolutno poslušnost nadrejenemu v vsem, kar je zakonito.[4] Poslušnost brez obotavljanja je prvi korak (latinsko gradus) k ponižnosti.
- 6. poglavje priporoča molčečnost (latinsko taciturnitas), ki lahko pomeni popolno molčečnost ali samo zadržanosti v pogovoru.[4]
- 7. poglavje deli ponižnost na dvanajst stopenj, ki tvorijo prečke na lestvi, ki vodi v nebesa:[4] (1) boj se Boga, (2) svojo voljo podredi božji volji, (3) bodi poslušen svojemu nadrejenemu, (4) bodi potrpežljiv v težavah, (5) priznaj svoje grehe, (6) sprejmi najbolj ničvredno nalogo in se imej za "ničvrednega delavca", (7) imej se za "nižjega od vseh", (8) sledi zgledom nadrejenih, (9) ne govori, dokler te ne nagovorijo, (10) ne smej se zlahka, (11) govori preprosto in skromno in (12) izrazi svojo notranjo ponižnost s telesno držo.
- Poglavja 8–19 urejajo božjo službo, dolgo osem ur. Narejeni so zadolženi za določitev števila psalmov in drugega, kar se recitira  pozimi in poleti, ob nedeljah, delavnikih, praznikih in ob drugih urah.[4]
- 19. poglavje poudarja spoštovanje, dolžno vseprisotnemu Bogu.[4]
- 20. poglavje naroča, da je treba moliti s srčnim obžalovanjem in ne z veliko besedami.[4] Molitev naj se podaljša samo po navdihu božje milosti, v skupnosti pa naj bo vedno kratka in končana na znak predstojnika.
- 21. poglavje ureja imenovanje dekana za vsakih deset redovnikov.[4]
- 22. poglavje ureja domovanje. Vsak menih naj ima ločeno posteljo in spi v svojem habitu, tako da je ponoči pripravljen brez odlašanja vstati za božjo službo. V spalnici naj vso noč gori sveča.[4]
- Poglavja 23–29 določajo stopnjevano lestvico kazni za neposlušnost (zavračanje poslušnosti avtoriteti), napuh in druge resne človeške napake. Prva kazen je opomin, druga javna graja, naslednja pa ločitev od bratov pri jedi in drugje.[4] Najvišja kazen je izobčenje, za tiste, ki ne vedo, kaj to pomeni, pa telesna kazen.
- 30. poglavje narekuje, da je treba svojeglavega brata, ki je zapustil samostan, ponovno sprejeti, če obljubi, da se bo popravil. Po njegovem tretjem odpustu je vrnitev dokončno prepovedana.[4]
- Poglavji 31 in 32 zapovedujeta imenovanje oseb, ki bodo skrbeli za premoženje samostana.[4]
- 33. poglavje prepoveduje zasebno lastnino brez dovoljenja opata. Zanjo je dolžan skrbeti opat.[4]
- 34. poglavje predpisuje pravično razdelitev takšne lastnine.[4]
- 35. poglavje ureja strežbo v kuhinji in vrstni red menihov, zadolženih zanjo.[4]
- Poglavji 36 in 37 obravnavata oskrbo bolnih, tako starih kot mladih. Bolni imajo pravico do določenih odstopanj od strogih pravil, predvsem glede hrane.[4]
- 38. poglavje predpisuje glasno branje med obroki. To dolžnost morajo opraviti tisti, ki to lahko storijo s poučevanjem ostalih. Za komuniciranje med obroki se morajo uporabljati znaki, tako da branja ne prekine noben glas. Bralec jé s strežniki, potem ko so vsi pojedli. Bralcu je bilo dovoljeno, da nekaj pojé pred branjem, da bi se zmanjšala njegova utrujenost.[4]
- Poglavji 39 in 40 urejata količino in kakovost hrane. Dovoljena sta dva obroka dnevno, pri vsakem dve kuhani jedi. Vsakemu menihu je dovoljen funt kruha in hemina (približno četrt litra) vina. Meso štirinožcev je bilo prepovedano, razen za bolne in slabotne.[4]
- V 41. poglavju so predpisane ure obrokov, ki so se spreminjale glede na letni čas.[4]
- 42. poglavje zapoveduje večerno branje poučne knjige in zapoveduje strogo tišino po večerji.[4]
- Poglavja 43–46 opredeljujejo kazni za manjše napake, kot je zamuda na molitev ali obrok.[4]
- 47. poglavje od opata zahteva, da pokliče brate k "božjemu delu" (latinsko Opus Dei) v koru ter da imenuje pevce in bralce.[4]
- 48. poglavje poudarja pomen vsakodnevnega fizičnega dela, primernega sposobnostim meniha. Trajanje dela je odvisna od letnega časa, vendar nikoli krajša od pet ur dnevno.[4]
- 49. poglavje priporoča nekaj prostovoljne samoodpovedi v postnem času z opatovo odobritvijo.[4]
- Poglavji 50 in 51 vsebujeta pravila za menihe, ki delajo na polju ali potujejo. Pravila pravijo, naj se v duhu, kolikor je to mogoče, v rednih molitvenih urah združijo s svojimi brati v samostanu.[4]
- 52. poglavje zapoveduje, da se molilnica uporablja samo za dejanja pobožnosti.[4]
- 53. poglavje obravnava gostinstvo. Opat ali njegov namestnik morata goste pričakati vljudno. Med bivanjem naj bodo gosti pod posebnim varstvom imenovanega meniha, vendar se ne smejo povezovati z ostalo skupnostjo, razen s posebnim dovoljenjem.[4]
- 54. poglavje prepoveduje menihom prejemanje pisem in daril brez opatovega dovoljenja.[4]
- 55. poglavje pravi, da morajo biti oblačila po presoji opata primerna in prilagojena podnebju in kraju. V skladu z gospodarnostjo morajo biti preprosta in poceni. Vsak menih naj ima dve obleki,  da eno lahko opere, na potovanju pa naj nosi oblačila boljše kakovosti. Stara oblačila se morajo dati revnim.[4]
- 56. poglavje opatu naroča, naj jé z gosti.[4]
- 57. poglavje zapoveduje ponižnost obrtnikov do samostana. Če je njihovo delo plačljivo, mora biti cena pod trenutno trgovsko ceno in ne nad njo.[4]
- V 58. poglavju so določena pravila za sprejem novih članov, ki ne smejo biti preveč enostavna. Kandidat najprej kratek čas preživi kot gost. Zatem je sprejet v noviciat, kjer je njegov poklic na hudi preizkušnji. V tem času lahko kadarkoli odide iz samostana. Če po dvanajstmesečni preizkusni dobi še vedno vztraja, lahko pred vso skupnostjo obljubi svojo stalnost in vedenje ter pokorščino. S to zaobljubo se za vse življenje zaveže samostanu.[4]
- V 59. poglavju je opisana slovesnost vpisa mladeničev v samostan in določena finančna plat slovesnosti.[4]
- 60. poglavje ureja položaj duhovnikov, ki pristopijo k skupnosti. Duhovniki morajo biti  zgled ponižnosti in lahko svoje duhovniške funkcije opravljajo le z dovoljenjem opata.[4]
- 61. poglavje predvideva sprejem tujih menihov kot gostov in njihov sprejem v skupnost.[4]
- 62. poglavje obravnava posvetitev duhovnikov znotraj samostanske skupnosti.
- 63. poglavje določa, da je prednost v skupnosti določena z datumom sprejema, življenjskimi zaslugami ali imenovanjem opata.[4]
- 64. poglavje zapoveduje, da opata izvolijo njegovi menihi in da je izbran zaradi njegove dobrodelnosti, gorečnosti in diskretnosti.[4]
- 65. poglavje dovoljuje imenovanje priorja ali podpredstojnika, vendar opozarja, da mora biti v celoti podrejen opatu in da ga je mogoče opominjati, odstaviti ali izključiti zaradi slabega vedenja.
- 66. poglavje obravnava imenovanje vratarja in priporoča, da je vsak samostan samostojen in naj se izogiba stikom z zunanjim svetom.[4]
- 67. poglavje menihom daje navodila, kako naj se obnašajo na potovanju.[4]
- 68. poglavje naroča, da vsi z veseljem poskušajo storiti vse, kar je zapovedano, četudi se zdi nemogoče.[4]
- 69. poglavje menihom prepoveduje, da bi branili drug drugega.[4]
- 70. poglavje jim prepoveduje pretepanje (latinsko caedere) ali izobčenje drug drugega.[4]
- 71. poglavje spodbuja brate, naj bodo poslušni ne samo opatu in njegovim uradnikom, ampak tudi drug drugemu.[4]
- 72. poglavje na kratko opominja menihe k gorečnosti in bratski ljubezni.[4]
- 73. poglavje je epilog, ki izjavlja, da Pravilo ni ponujeno kot ideal popolnosti, temveč zgolj kot sredstvo za pobožnost, namenjeno predvsem začetnikom v duhovnem življenju.[4]

## Posvetni pomen
Karel Veliki je dal prepisati in razdeliti Benediktovo Pravilo, da bi spodbudil menihe po vsej zahodni Evropi, naj ga upoštevajo kot standard. Poleg verskih vplivov je bilo Pravilo svetega Benedikta eno najpomembnejših pisnih del, ki je oblikovalo srednjeveško Evropo, saj je utelešalo ideje krščanstva in pravne države. Vključevalo je tudi določeno stopnjo demokracije v sicer  nedemokratični družbi in dostojanstvo ročnega dela. 